# Каланхое пірчасте
Каланхое пірчасте або перисте (Kalanchoe pinnata (Lam.) Pers.) — рослина роду каланхое, родини товстолисті (Crassulaceae).

## Поширення
У природних умовах каланхое пірчасте росте в Африці, Південній Америці, на Островах Зеленого Мису. У нашій країні культивується як декоративна кімнатна рослина. У свій час каланхое введено в культуру на промислових плантаціях Грузинської РСР.

## Загальна біоморфологічна характеристика
Стебло каланхое пряме, м'ясисте, корені короткі, надто розгалужені. Нижні листки зарубчасто-зубчасті, яйцеподібні. Верхні листки своєрідні, трійчасті або пірчасті. Листки товсті, соковиті.

## Сировина
3 лікувальною метою використовують переважно листя рослини. Рослину попередньо витримують 7—14 діб у темному прохолодному місці, потім обрізають листки, і пропускають їх через м'ясорубку або через соковитискну машинку, фільтрують через фільтрівний папір.

## Хімічний склад
У соку каланхое знайдено полісахариди (близько 40 %), дубильні речовини, катехіни, органічні кислоти (оцтову, яблучну, цитринову, ізоцитринову), аскорбінову кислоту, флавоноїди, а також мікроелементи (кремній, мідь, залізо, алюміній, магній).

## Застосування
У медицині препарати каланхое пірчастого використовують як протизапальний засіб при лікуванні гнійних ран, фурункулів, абсцесів, флегмон.